# Топонимия Карелии

Ойконимы крупнейших населённых пунктов Карелии

Топони́мия Каре́лии — совокупность географических названий, включающая наименования природных и культурных объектов на территории Республики Карелия. Топонимика как область гуманитарной науки, исследующая механизмы появления и функционирования географических названий (топонимов), развивается в Карелии с 1930-х годов на базе сектора языкознания и ономастического центра Института языка, литературы и истории Карельского научного центра РАН.

## История формирования
В схеме топонимического районирования России В. А. Жучкевич выделяет Карелию в самостоятельный регион, где основной топонимический фон образуют карельские названия. В то же время есть основания считать, что карельские топонимы — не древнейшие на этой территории. По оценке Жучкевича, на территории региона можно выделить четыре исторических топонимических пласта:
1. дофинский (древнейший)
2. саамские
3. карельский и вепсский
4. русский (новейший)[4].

В западных районах Карелии, отошедших к СССР после Советско-финской войны (1941—1944), сохранились многочисленные традиционные финские топонимы.
Топонимия Карелии складывалась в основном на протяжении II-го тыс. н. э. Дофинские топонимы являются пока гипотетическими и не доказаны фактическим материалом.
Наиболее древние топонимы, чьё происхождение установлено, саамского происхождения, распространены по всей территории. В то же время саамские топонимы немногочисленны и кое-где «просвечивают» через карельские.
Ареалы карельской и вепсской топонимных моделей отражают этапы продвижения, в пределах средневековой Обонежской пятины, карел из Приладожья в Прионежье и Беломорье, а также пути и этапы продвижения вепсов из Приладожья к восточным границам Карелии. Имеет место такой процесс, как славянизация карельских топонимов.
В русской топонимии выделяются названия, отражающие освоение территории Корельской земли Новгородской Русью, распространявшееся по реке Свирь в район Онежского озера и далее на побережье Белого моря. Позднее, при составлении писцовых книг Обонежской пятины, большое количество русских названий объектов возникло от саамских, карельских и вепсских названий в результате прямого перевода названия на русский язык или с применением практической транскрипции неясного значения названия объекта по звуковому сходству.

## Состав топонимии
По состоянию на 15 декабря 2022 года, в Государственном каталоге географических названий в Республике Карелия зарегистрировано 16088 названий географических объектов, в том числе — 846 названий населённых пунктов. Ниже приводятся список формантов топонимов Республики Карелия с указанием их вероятной этимологии и происхождения.
Основные форманты, входящие в топонимы Карелии:
- А́ла — нижний: Алозеро, Алаярви, Ала-Торасъярви и др.
- А́хвен (карел. ahven) — окунь: Агвенлампи, Ахвенламби, Ахвенъярви и др.
- Ва́аж (саам.) — самка оленя: река Важинка, Важозеро, Верхние Важины и др.
- Ва́ара, вуару (карел. vuaru) — возвышенность, гора: Воттоваара, Шалговаара, Кукойнваара, Лумиваара и др.
- Ве́не, венех, венхе — лодка: Венъярви, Верхнее Венозеро, Венгигора, Венихозеро и др.
- Ви́эксе (саам.), виикси, виикши (карел.) — ответвление, обособленный залив, ус: Викша, Виксилакши, Виксозеро, Викшезеро, Викшалампи и др.
- Ви́тса, вичча, вицка (саам.) — берёзовый прут: Витчеворанлампи, Виччаярви, Вичангиварака, Витсаоя, Вычайоки, Вичка и др.
- Гирвас, хирвас (карел.) — самец оленя: Гирвас, Хирвасъярви, Хирватсари и др.
- Йо́ки, йёки, д’оги (карел. joki, d’ogi), йогк (саам.) — река: Пистайоки, Кивийоки, Пенега, Козледеги, Поннока.
- Ка́йду, кайта — узкий: Кайдозеро, Кайдодеги, Кайдулампи, Кайтаярви, Кайтоярви и др.
- Ка́йя, кайи, кайег — чайка: о. Кайгас, р. Большой Кяй, Кайгозеро и др.
- Ка́йша, кайзля — камыш, тростник: Кашалиоя, Кожала и др.
- Ка́ла (карел., вепс.), кулль (саам.) — рыба: оз. Кало, Хапо-Калаярви, Кулежма.
- Ка́рху (фин. karhu) — медведь: Кархуоя, Кархусуо, Кархулампи, Кархупяярви и др.
- Ке́ски (кар. keski) — середина, средний: Кескозеро, Кеским-Кариярви и др.
- Ки́ви — камень, каменный: р. Кива, оз. Киви, Кивиоя, Кивиярви, Кивикоски, Кий и др.
- Кинт (саам.) — место стоянки: дер. Киндасово, пор. Кинтезьма, оз. Большое Киндожское и др.
- Ко́вда, гуовдэ (саам.) — широкий: р. Ковда, Койтайоки, Ховдаярви и др.
- Ко́ски, кошки (карел. koski), коек (вепс.), куушьк (саам.) — водопад, порог: Юканкоски, Райконкоски, Корбикошки, Кошка, Питкакоски, Порокушка и др.
- Ко́вера — кривой, изогнутый: оз. Ковер, пос. Ковера, Ковероярви, Коверпорог, пор. Коверский и др.
- Ла́хти, лакши(карел., финск. lahti, lakši) — залив: дер. Лахта, Кинелахта, Рауталахти, Овлунлакси, Чеболакша, Лахденпохья.
- Ла́мби, лампи (карел., финск. lampi, lambi) — лесное бессточное малое озеро: Руголамби, Ювилампи, Долгая Ламба, Сенная Ламбина, Волина Ламбина и др.
- Ла́ппи (карел., финск.) — карельское название саамов (лопь): Лапинйоки, река Лопская и др.
- Ла́два, латва, ладе (вепс.) — верхний, вершина, перевал: пос. Ладва, Ладваярви, Латваярви, Латво, Латвайоки и др.
- Ле́ппя (карел., финск. leppä) — ольха: Леппяниэми, Леппясюрья, Леппясилта и др.
- Ли́сма (карел., финск.), лижму (саам.) — ил, тина: Лижмозеро, Лижменское, Лижма и др.
- Ма́а, муа (карел., финск. mua) — земля: оз. Масельга, Масельская, Морская Масельга и др.
- Ма́тка (финск. matka) — путь, дорога, путешествие: Маткаселькя и др.
- Мя́ги, мяки (карел., финск. mäki, mägi) — гора, холм: Сармяги, Вялимяки и др.
- Мя́нду (карел., финск. mänd), педай (вепс.) — сосна: Мяндусельга, Педасельга и др.
- Ни́еми (карел., финск. niemi), немь (вепс.) — мыс, наволок: Куокканиэми, Ниемиярви и др.
- Ни́ельм (карел., финск.), ньяльм (саам.) — устье, горло: Нильмозеро, р. Нялма, Няльмозеро и др.
- Ни́ло, нилос — скала, по которой течёт вода: Нила, Ниласкоски и др.
- Но́арве, норв (саам.) — выступ, уступ: р. Нарва, Нарвойсйоки, р. Норва, Норвиярви и др.
- Орава (кар.), урау (вепс.), оаррев (саам.) — белка: Оравуярви, Ораваярви, Оровгуба, Уравара.
- О́йя (карел., финск. oja вепск.), уоай, воай (саам.) — река, ручей: Улисмайсеноя, Калькоя и др.
- Па́йя (саам.) пяя, пия (карел.) — вершина, голова: р. Пай, Пайозеро, Пейярви, Пяозеро, Пяяоя и др.
- Пал, па́ло (карел. palo) — огневище, сожжённая подсека: р. Пала, Палалахта, Палоярви, Палакоски, Палаоя и др.
- Па́на, пауна, пауни, поанн (саам.) — мелкое озеро, лужа: Поннока, Пуанолооя, Панозеро, Панаярви и др.
- Перт, пи́рти (карел., финск. perti) — охотничья и рыбачья избушка: Пертозеро, Пирттипохья и др.
- Пи́ени (карел., финск. pieni) — малый, маленький: Пиени-Кивиоя, Пиени-Сиеппиярви и др.
- Пиль, пел (саам.) — сторона, окраина, ухо: Пильмасозеро и др.
- Питкя (карел., финск. pitkä) — длинный: Питкяранта, Питкоярви, Питкяярви, Большая Питка и др.
- Ра́нта, ранда, ранду (карел., финск.) — берег: Питкяранта, Кузаранда и др.
- Ра́ута, рауду (карел. raudu) — железо, железный: Раутакангас, Рауталахти и др.
- Ре́бой, репо (карел. reboi) — лисица: о. Ребай, Репоярви, гора Ребой, село Реболы и др.
- Са́ари, суари (карел., финск. saari) — остров: Сависалонсаари, Шари, Чикшамушшуари и др.
- Са́лми (карел., финск. salmi) — пролив: Салментаканен, Салменъярви, Салменица, Салма, Салми и др.
- Се́льгя, селька (карел., финск. selkä, selgü) — гряда, хребет, плес: оз. Кавнизсельга, дер. Сельги, дер. Кяппясельга, Матвеева Сельга, Маткасе́лькя и др.
- Су́о (карел., финск. suo) — болото: Суоёки, Суоярви, Дёухишуо, Сяпсясуо и др.
- Су́ри, суури (карел., финск. suuri) — большой: Суври, Сууриярви, Шуривара, пор. Шурипая, Шуриярви, оз. Шуры-Редуниярви и др.
- Ся́рки, сярги (карел. sär’g) — плотва: Сергозеро, р. Сяргежа, Сяргозеро, Сяркиярви и др.
- Хавд (саам.) — зверь: Хавдавара и др.
- Ю́ля, юле (карел., финск. ylä) — верхний: Юляярви, Юляозеро и др.
- Юрккя, юрккю — крутой: пороги Юрки, Юркка, Юрконкоски, дер. Юргилица, Юркиннаволок, Юркостров.
- Я́рви, арви (карел., финск. järvi), ярв (вепс.), яврь (саам.) — озеро: Суоярви, Кодарви, Родинъярви и др.
- Я́нис, яниш (карел. d'äniž) — заяц: Янисъярви, Янецозеро, р. Яни, оз. Янис, оз. Яниш, село Янишполе, Янчозеро, г. Яникуму.
- Янк(к)я, да́ньгя — моховое болото: р. Яньга, Янгайоки, Янгаярви, Янкяярви, р. Дяньга, Дангозеро.